# Мајевац (Шипово)
Мајевац је насељено мјесто у општини Шипово, Република Српска, БиХ. Према попису становништва из 1991. у насељу је живјело 343 становника.

## Становништво
Према попису становништва из 1991. године, мјесто је имало 343 становника.
| Националност       | 1991.        | 1981. | 1971. |
| Срби               | 238 (69,39%) |       |       |
| Муслимани          | 103 (30,03%) |       |       |
| Југословени        | 1 (0,22%)    |       |       |
| остали и непознато | 1 (0,22%)    |       |       |
| Укупно             | 343          | '     | '     |